# Rio Caá-Iari
Rio Caá-Iari är ett vattendrag i Brasilien.   Det ligger i delstaten Rio Grande do Sul, i den södra delen av landet, 1 400 km sydväst om huvudstaden Brasília.
Omgivningarna runt Rio Caá-Iari är en mosaik av jordbruksmark och naturlig växtlighet. Runt Rio Caá-Iari är det ganska glesbefolkat, med 48 invånare per kvadratkilometer.